# Pallid Peak
Il Pallid Peak, (in lingua inglese: Picco pallido), è un picco roccioso antartico, alto 1.500 m, situato sul fianco occidentale del Ghiacciaio Kosco, 13 km a sudovest del McGinnis Peak, nei Monti della Regina Maud, in Antartide. 
La denominazione descrittiva è stata proposta da Edmund Stump, membro del gruppo dell'Ohio State University facente parte dell'United States Antarctic Research Program (USARP), che il 3 dicembre 1970 aveva redatto una mappatura geologica del picco. Il monte è interamente composto di marmo cristallino bianco e risulta poco distinguibile dai pendii innevati presenti a queste altitudini.